# Balance de Danjon
Pour les articles homonymes, voir balance et Danjon.
Cet article court présente un sujet plus développé dans : André Danjon.
La balance de Danjon est utilisée en astronomie pour mesurer le reflet de la Terre sur la Lune.
Elle doit son nom à son inventeur éponyme André Danjon dont l’article qui lui est consacré précise son invention. 

## Pour approfondir